# 克里斯蒂安·科马克
克里斯蒂安·科马克（英語：Christian Cormack，1976年9月1日—），英国男子赛艇运动员。他曾代表英国参加世界赛艇锦标赛，获得一枚金牌、二枚银牌和一枚铜牌。他也曾参加2004年夏季奥运会。